# جيب الرب (فلم)
جيب الرب (بالإنجليزية: God's Pocket) هو فيلم درامي أنتج في الولايات المتحدة وصدر عام 2014 من إخراج جون سلاتري، أول فيلم روائي له في الإخراج. شارك سلاتري في كتابة السيناريو مع أليكس ميتكالف استنادًا إلى رواية 1983 التي تحمل الاسم نفسه بقلم بيت دكستر. الفيلم من بطولة فيليب سيمور هوفمان وجون تورتورو وكريستينا هندريكس وريتشارد جينكينز.

## ملخص القصة
عندما يُقتل ابن ربيب عامل الياقة الزرقاء في حادث غامض، يحاول التأقلم، لكن الأمور تصبح صعبة حيث تستمر الشخصيات في التشابك بطرق غير متوقعة.

## طاقم العمل
- فيليب سيمور هوفمان في دور ميكي سكارباتو
- ريتشارد جنكينز في دور ريتشارد شلبورن
- كريستينا هندريكس في دور جيني سكارباتو
- جون تورتورو في دور آرثر «بيرد» كيبزيو
- إيدي مارسان بدور "Smilin 'Jack" Moran
- بيتر جيريتي في دور ماكينا
- كاليب لاندري جونز في دور ليون هوبارد
- دومينيك لومباردوزي في دور سال كابي
- جويس فان باتن في دور العمة صوفي
- مولي برايس بدور جوان
- بريدجيت باركان
- ليني فينيتو
- جلين فليشلر في دور كولمان بيتس
- ماثيو لولر
- داني ماستروجورجيو
- إيدي ماكجي بدور بيتي كيرنز

## العرض
تم عرض الفيلم لأول مرة في 2014 مهرجان صندانس السينمائي لمراجعات نقدية مختلطة، وتم اختياره للتوزيع المحلي من قبل آي إف سي فيلمز. تدور أحداث الفيلم في حي فقير من الطبقة العاملة بجنوب فيلادلفيا على غرار. ولكن تم تصويره في يونكرز ونيوجيرسي.
توفي فيليب سيمور هوفمان في غضون أسبوعين من العرض الأول للفيلم في مسابقة مهرجان صاندانس السينمائي الدرامية الأمريكية لعام 2014.

## الميزانية والإيرادات
بلغت تكلفة إنتاج الفيلم حوالي 1000000 مليون دولار بينما حقق إيرادات تقدر بـ 413567 دولار.

## روابط خارجية
- مقالات تستعمل روابط فنية بلا صلة مع ويكي بيانات